# Oggettiva
L'oggettiva è una delle tipologie di sguardo impiegate dal cinema. Essa, secondo la definizione data da Casetti e Di Chio, si ha quando l'immagine presenta "una porzione di realtà in modo diretto e funzionale", mostrandola cioè senza alcuna mediazione e visualizzando tutto ciò che è necessario in quel momento.
Casetti e Di Chio indicano, quali esempi ricorrenti di oggettive al cinema, gli establishing shot ("totali" che servono a inquadrare complessivamente una situazione, inserendola in un contesto individuato), i primi piani che si focalizzano sull'espressione degli attori, le inquadrature frontali, i campi/controcampi.

## Caratteristiche
L'oggettiva sottopone allo sguardo del pubblico gli elementi più importanti ai fini della narrazione. Ciò è possibile grazie all'intervento dell'istanza narrante, che seleziona e organizza le componenti diegetiche per offrirle nel modo più chiaro. Caratteristica dell'oggettiva è però il fatto che questa operazione risulta dissimulata, in maniera tale da non far percepire la presenza di un'intermediazione, di una riorganizzazione del dato reale (si parla perciò di enunciazione mascherata). Lo spettatore, posto di fronte all'immagine, dimentica la presenza della macchina da presa, di quel 'diaframma' che si frappone tra lui e la realtà. Sulla base di questo assetto, e rifacendosi alle tre connotazioni fondamentali del punto di vista (scopica - cognitiva - epistemica), Casetti e di Chio attribuiscono all'oggettiva un vedere "esauriente" (poiché tutto ciò che è necessario viene appunto mostrato), un sapere "diegetico" (tutti i dati richiesti sono racchiusi all'interno dell'immagine) e un credere "saldo", in cui cioè la visualizzazione non pone dubbi o interrogativi irrisolti.

## Effetto
Nella configurazione oggettiva lo spettatore accede all'immagine senza che essa sia filtrata attraverso il punto di vista di uno dei personaggi. Ciò sottolinea la presenza di un Autore implicito, che presiede all'organizzazione e alla strutturazione dell'immagine stessa, e di uno Spettatore implicito, deputato alla sua ricezione e decodifica. Poiché però entrambe queste entità non si manifestano concretamente, ovvero non si incarnano in presenze/soggetti specifici all'interno della diegesi, esse tendono a rimanere celate.
Come esempio di questa tipologia di sguardo, Casetti e di Chio citano Quarto Potere di Orson Welles: "ricordiamo in particolare il brano del cinegiornale, o le inquadrature che riprendono in un unico quadro Thompson e i suoi intervistati. In tutti questi casi, infatti, il punto di vista è neutro, non "appartiene" a nessuno, o meglio appartiene solo a chi organizza il testo e non a chi vi vien fatto giocare".